# Yanis Meziane
Yanis Meziane, né le 26 janvier 2002 à Nishihara au Japon, est un athlète français, spécialiste du 800 mètres. Depuis 2010, il est licencié à l'Athlé 91 (Essonne). Il est entraîné depuis 2022 par Boris le Helloco.

## Carrière

### Premières années
Avant sa spécialisation sur 800m, à partir de ses années Junior, Yanis Meziane pratique l'athlétisme et le sport en général de manière éclectique. En 2019, il termine ainsi 4ème aux Championnats de France cadets sur 400m (en 49 s 11), 4ème au javelot (poids de 700g), et deuxième de la Coupe de France sur le 4x1000m avec l'Athlé 91. 
En parallèle, il joue au handball à un niveau régional, de 2008 à 2020, sport qu'il abandonne à son entrée en études supérieures pour ne se consacrer qu'à l'athlétisme.
En plus de son parcours sportif, il suit un cursus d'ingénieur en agro-alimentaire à Polytech Sorbonne, où il bénéficie d'horaires aménagés.

### 2021-2022: Éclosion dans les catégories jeunes
L'année 2021 le voit progresser de manière fulgurante sur le plan chronométrique : son record personnel sur 800m passe ainsi de 1 min 52 s 21" à 1 min 47 s 28", établi en altitude à Nairobi.
Ces temps lui permettent de connaître ses premières sélections en équipe de France junior. Demi-finaliste des mondiaux Juniors à Nairobi (disqualifié), il est médaillé de bronze du 800 m lors des championnats d'Europe juniors 2021.
L'année 2022 le voit continuer sur sa lancée: champion de France espoir en salle, il abaisse son record personnel à 1 min 45s 52 lors du très rapide meeting de Strasbourg, puis est de nouveau sacré champion de France espoir, en plein air cette fois-ci, avant de connaître sa première cape en équipe de France senior : sélectionné pour les championnats d'Europe 2022 à Munich, il est alors éliminé dès les séries.

### 2023: Explosion au niveau mondial
En 2023, il descend pour la première fois sous les 1 min 45 s en 2023 en réalisant 1 min 44 s 78 lors du Meeting de Paris le 9 juin, puis améliore ce temps le 21 juillet lors du Meeting Herculis de Monaco avec 1 min 44 s 30. Entre temps, le 16 juillet 2023, il remporte la médaille d'or du 800 m lors des championnats d'Europe espoirs, son objectif principal de la saison.
Le 22 août 2023, il se qualifie pour la demi-finale du 800 m des Championnats du monde d'athlétisme à Budapest en 1 min 45 s 30, et échoue à seulement sept centièmes de la finale. 
Il bat son record personnel en réalisant 1 min 43 s 94 lors du meeting de Bruxelles en septembre 2023. C'est la première fois qu'il réalise un temps inférieur à 1 min 44 s. Quelques jours plus tard, lors de la finale de la Ligue de diamant à Eugene, il égale ce record et se classe 4e de l'épreuve.
Cette progression de plus d'une seconde et demi en une saison, qui n'est pas sans l'étonner lui-même (voire source ibid), le fait surgir d'un seul coup au plus haut niveau mondial. 

### 2024: Année olympique
Après un stage en Afrique du Sud conclu par un 400m record en 47s27, Yanis Meziane effectue sa seule sortie en salle de l'hiver au meeting de Liévin. Dans une course très rapide, il s'empare du record de France espoir en salle, en 1 min 46 s 08.
Pour sa première course de la saison estivale, il prend la 3ème place de la Diamond League de Marrakech en 1 min 44 s 13, dans un temps qui constitue tout simplement la rentrée la plus rapide de l'histoire pour un Français.
Très en jambes et favori pour le titre, il se fait pourtant éliminer dès les séries des Championnats d'Europe de Rome : confortablement en tête à l'entrée de la dernière ligne droite, il ne prend pas la peine de relancer, et se fait donc enfermer à la corde lors du sprint final de ses concurrents. Il tente de se décaler à seulement vingt mètres de la ligne, et manque de peu la qualification, en terminant 4ème. Malgré sa déception, il prouve par-là son excellente forme.
Malheureusement pour lui il se blesse à l'entraînement après ces championnats (inflammation des tendons du  genou droit) et doit s'arrêter de s'entrainer une dizaine de jours. Il arrive amoindri au championnat de France qualificatif pour les JO. Il se classe 4 ème en finale derrière les 3 trois premiers qui avaient tous fait les minimas. Bien que qualifié au JO comme "remplaçant", il décide d'arrêter la saison pour soigner correctement son genou et se ressourcer. 

## Palmarès[7]
| Date | Compétition                                  | Lieu     | Résultat    | Épreuve | Temps         |
| ---- | -------------------------------------------- | -------- | ----------- | ------- | ------------- |
| 2021 | Championnats d'Europe juniors                | Tallinn  | 3e          | 800 m   | 1 min 48 s 56 |
| 2021 | Championnats du monde juniors                | Nairobi  | Demi-finale | 800 m   | DQ            |
| 2022 | Championnats d'Europe                        | Munich   | 19e         | 800 m   | 1 min 47 s 82 |
| 2022 | Championnats méditerranéens espoirs          | Pescara  | 1er         | 800 m   | 1 min 47 s 01 |
| 2023 | Championnats méditerranéens espoirs en salle | Valence  | 1er         | 800 m   | 1 min 51 s 91 |
| 2023 | Championnats d'Europe espoirs                | Espoo    | 1er         | 800 m   | 1 min 45 s 92 |
| 2023 | Championnats du monde                        | Budapest | Demi-finale | 800 m   | 1 min 44 s 30 |
| 2024 | Championnats d'Europe                        | Rome     | Série       | 800m    | 1 min 46 s 39 |

### Palmarès national
- Championnats de France élite en plein air :
  - 1er du 800 m en 2025
  - 2e du 800 m en 2023
- Championnats de France élite en salle :
  - 2e du 800 m en 2025

### Participations en Diamond League
2024
- 19 mai, Marrakech, Grand Stade : 3ème 1'44''13

2023
- 17 septembre, Eugene, Hayward Field - FINALE: 4ème (1 min 43 s 94)
- 8 septembre, Bruxelles, Boudewijnstadion: 2ème (1 min 43 s 94)
- 2 septembre, Xiamen, Egret Stadium: 6ème (1 min 44s 28)
- 21 juillet, Monaco, Stade Louis 2 : 7ème (1 min 44s 30)
- 2 juillet, Stockholm, Olympiastadion: 5ème (1 min 45 s 43)
- 9 juin, Paris, Stade Charléty : 8ème (1 min 44 s78)

## Records
| Épreuve | Épreuve   | Temps         | Lieu     | Date            |
| ------- | --------- | ------------- | -------- | --------------- |
| 400m    | Plein air | 47s 27''      | Pretoria | 27 janvier 2024 |
| 400m    | Salle     | 47s 07"       | Aubière  | 5 janvier 2025  |
| 600m    | Salle     | 1 min 15s 09  | Metz     | 8 février 2025  |
| 800 m   | Plein air | 1 min 43s 82  | Madrid   | 20 juillet 2025 |
| 800 m   | Salle     | 1 min 45 s 80 | Liévin   | 13 février 2025 |

## Evolution dans la hiérarchie internationale sur 800m
|      | Temps         | Rang Mondial (31 décembre) | Rang Européen (31 décembre) |
| ---- | ------------- | -------------------------- | --------------------------- |
| 2024 | 1 min 44 s 09 | 34ème                      | 16ème                       |
| 2023 | 1 min 43 s 94 | 7ème                       | 2ème                        |
| 2022 | 1 min 45 s 52 | 119ème                     | 55ème                       |
| 2021 | 1 min 47 s 28 | 245ème                     | 108ème                      |